# No Breathing
Pour plus de détails, voir Fiche technique et Distribution.
No Breathing (노브레싱) est un film sud-coréen réalisé par Jo Yong-sun, sorti en 2013.

## Synopsis
Un jeune nageur doué se lance dans une compétition contre son rival de toujours.

## Fiche technique
- Titre : No Breathing
- Titre original : 노브레싱
- Réalisation : Jo Yong-sun
- Scénario : Jo Yong-sun et Yoo Yeong-ah
- Musique : Jin-Young Hong
- Photographie : Lee Joon-gyu
- Montage : Heo Sun-mi
- Production : Jun Yong-ju, Jung Dae-hoon, Kim Yeong-hun, Lee Keun-wook, Lee Song-joon, Lee Suk-joon, Park Chang-hyun, Park Jae-su et Yeo Han-gu
- Société de production : Soojak Films, Popcorn Films, SPC et The Sam Company
- Pays :  Corée du Sud
- Genre : Drame et romance
- Durée : 118 minutes
- Dates de sortie : 
  -  Corée du Sud : 30 octobre 2013

## Distribution
- Lee Jong-suk : Woo-sang
- Seo In-guk : Won-il
- Yuri Kwon : Jung-eun
- Kim Jae-young : Dae-chan
- Jeon Bo-mi : Ha-na

## Box-office
Le film a rapporté 2 781 101 de dollars au box-office.